# Antinoria
Antinoria  Parl. é um género botânico pertencente à família Poaceae, subfamília Pooideae, tribo Aveneae.
Plantas que ocorrem na Europa, África e regiões temperadas da Ásia.

## Espécies
- Antinoria agrostidea (DC.) Parl
- Antinoria insularis Parl.
- Antinoria natans Lojac.